# نادي الطائف الأدبي
نادي الطائف الأدبي، إحدى النوادي الأدبية في المملكة العربية السعودية، أُنشئ في العام 1395 هـ الموافق 1975، وذلك عبر حوار دار بين فيصل بن فهد بن عبد العزيز آل سعود وطائفة من الأدباء السعوديين آنذاك، وكان نادي الطائف الأدبي أحد الأندية الستة التي تشكلت عقب ذلك الاجتماع وهي : نادي الطائف الأدبي ونادي الرياض الأدبي ونادي جدة الأدبي ونادي مكة الأدبي ونادي المدينة الأدبي ونادي جازان الأدبي.

## مجلس الإدارة التأسيسي
وكان مجلس الإدارة التأسيسي يضم : حمد زيد الزيد رئيس، علي حسن العبادي نائب للرئيس، محمد سعيد كمال عضو، محمد المنصور الشقحاء سكرتير، عبد الله سعيد جمعان أمين للصندوق، سعد الثوعي الغامدي عضو، محمد خلف الزايدي عضو. واستمر المجلس على هذا التشكيل لمدة سنة و خمسة أشهر للمجلس الأول، واعتذر بعد ذلك البعض وانضم إلى المجلس بتشكيل جديد من علي خضران القرني ومناحي ضاوي القثامي، برئاسة علي حسن العبادي ، وفي يوم 15 /1400/14هـ عُقد الاجتماع الأول لجمعية نادي الطائف لانتخاب مجلس إدارة جديد، ولقد تم ترشيح سبعة أعضاء لمجلس الإدارة الجديد:
- علي العبادي رئيساً
- محمد سعيد كمال نائباً للرئيس
- محمد المنصور الشقحاء أميناً للسر
- عبد الله سعيد جمعان أميناً للصندوق
- علي خضران القرني عضواً
- حمد زيد الزيد عضواً
- مناحي ضاوي القثامي عضواً.[2]

## انتقال المؤسسات الثقافية إلى وزارة الإعلام

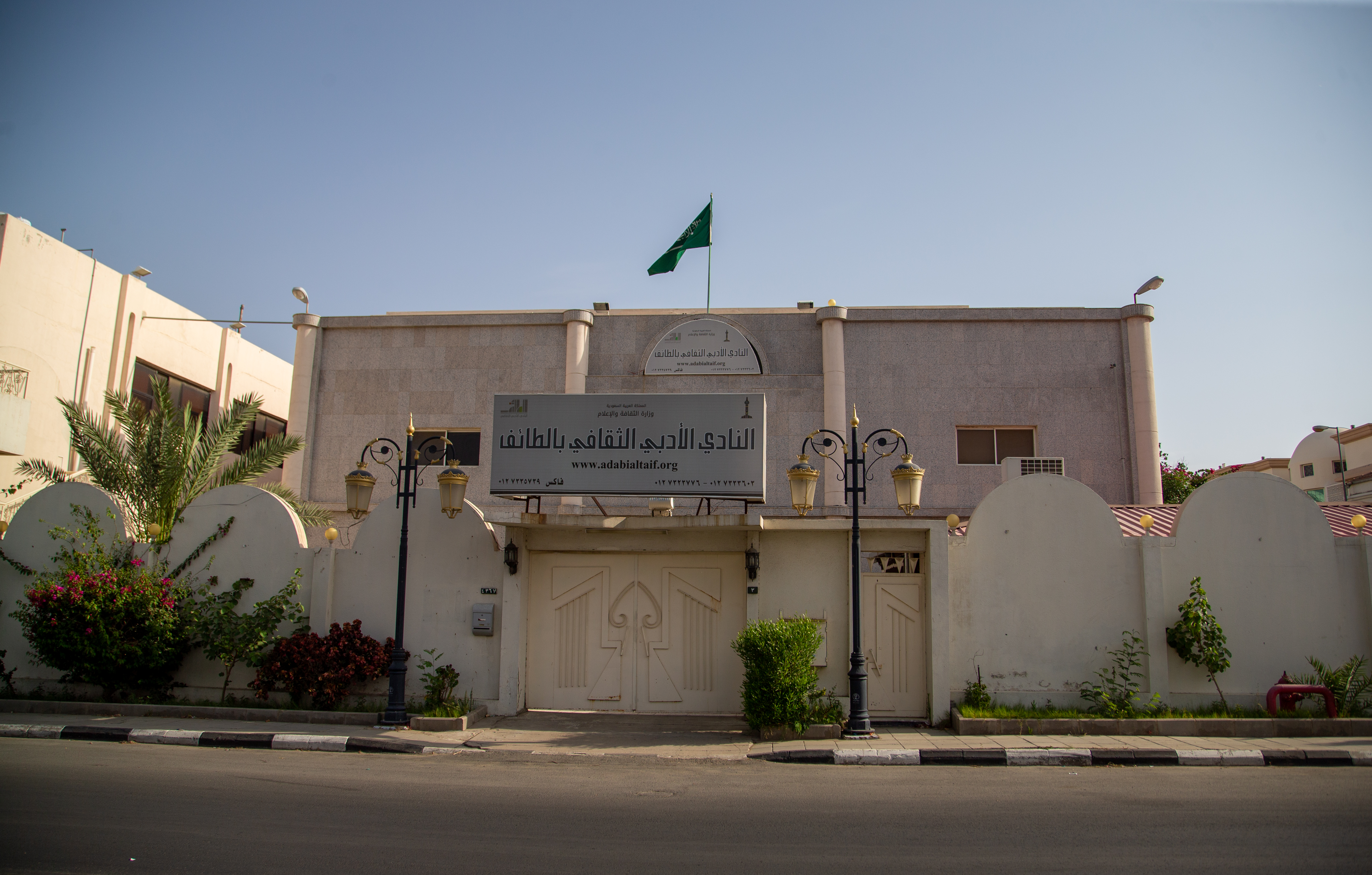
مقر نادي الطايف الأدبي.

في العام 1425 هـ تم فصل الأندية الأدبية عن الرئاسة العامة لرعاية الشباب (الهيئة العامة للرياضة حاليا)، وتم إلحاقها بوزارة الإعلام السعودية، واستمر المجلس على التشكيل السابق برئاسة على العبادي حتى قرار الوزارة الذي صدر عام 1427 هـ بإعادة تشكيل مجلس الإدارة على النحو التالي : جريدي سليم المنصوري رئيس، حماد حامد السالمي نائب للرئيس، علي خضران القرني المسؤول المالي، ، عالي سرحان القرشي عضو، محمد قاري السيد عضو، عائض محمد الزهراني عضو، محمد منصور الشريف  عضو، أحمد إبراهيم البوق عضو، علي عتيق المالكي  عضو.
وبعد أشهر قليلة اعتذر علي عتيق المالكي عن العضوية، واستمر المجلس على ذات التشكيل حتى تاريخ 1431 هـ، حيث اعتذار رئيس النادي جريدي سليم المنصوري عن الرئاسة، وتم انتخاب حماد حامد السالمي رئيس لمجلس الإدارة وعضوية : علي خضران القرني نائب للرئيس والمسؤول المالي، مناحي ضاوي القثامي المسؤول الإداري، عالي سرحان القرشي عضو، محمد قاري السيد عضو، عائض محمد الزهراني عضو، محمد بن منصور الشريف عضو، أحمد إبراهيم البوق عضو 

## لجان النادي التنظيمية
- لجنة الشعر : يرأسها علي حسين الفيفي
- لجنة القصة : يرأسها شعبان جبريل عبد العال
- لجنة النثر : يرأسها مقبول ساعد الجعيد
- لجنة التراث : يرأسها محمد محسن الغامدي.[5]

## مطبوعات النادي
- سوق عكاظ في التاريخ والأدب
- البحث عن ابتسامة
- لكل مثل قصة
- شبه الجزيرة العربية تهدي الحكمة للعالم
- مسيكينة
- المضيفات والممرضات في الشعر العربي المعاصر
- هل للشعر مكان في القرن العشرين
- خطرات في الأدب والفلسفة
- فلسفة السلام
- معاناة
- رحلة العمر
- ملف النادي
- أجنحة بلا ريش
- نظرات في الأدب والتاريخ والأنساب
- رجل على الرصيف
- صور من المجتمع والحياة
- ذكريات وغيرها الكثير.[6]

## انظر ايضاً
- مدينة الطائف
- نادي الرياض الأدبي
- نادي جدة الأدبي
- نادي أبها الأدبي

## وصلات خارجية
- نادي الطائف الأدبي.. ولمسة وفاء.